# Перо Тунгуз
Перо Тунгуз (Невесине, 1820 — Баня-Лука, 1876) был сербским партизаном, купцом и одним из участников Боснийского восстания. Он умер в 1876 году в конфликте с турками в районе Баня-Луки.

## Биография

### Ранние годы, военная и торговая карьеры
Перо Тунгуз родился в 1820 в Невесине в семье Милоша (торговца) и Марии (домохозяйки). Так как и в Невесине не было школы, Перо Тунгуз идет в 1826 в Сремску Карловцу, где посещает школу. Он был отличным студентом и в 1836 он отправился в Белград, где он учился в лицее. В 1843 уехал в Россию, где он окончил военное училище и как лучший в своем классе он был повышен до капитана и награждён медалью святой Анны. В 1848-м он оставил русскую армию и отправился в Воеводину, где он присоединяется к сербским повстанцам. В 1850-х по личной просьбе он вышел в отставку и отправился в Белград, где начал торговлю оружием. Часто сербской армии продал оружие и пушки закупленные в России. В 1867 возвращается к Невесине, где он жил скромно и тихо до 1875 года.

### Борьба с турками
В 1875 году Перо Тунгуз попал в компанию, созданную из 50 хорошо вооруженных разбойников. После того как они напали на турецкие караваны, в Герцеговине началось восстание, и Перо Тунгуз начинает собирать регулярную армию. Перо Тунгуз надел свою офицерскую форму, достал своё ружье и саблю и с войском отправился в бой. В Невесинской битве, в которой участвовали 500 солдат из Герцеговины, которые под командованием капитана Перо Тунгуза победили турецкий гарнизон численностью 1000 человек так, что турки были окружены и взяты в плен, а с ними и 2.000 винтовок, пять орудий и большое количество боеприпасов. После Невесиньского освобождения, освободили еще Требине, Фочу и Коньиц. Этим капитан Перо Тунгуз прославился и был избран на собрание в Невесине воеводой и верховным главнокомандующим Невесиньской армии в 3000 сербских солдат. После того как герцеговинцы освободили территорию от Требине, Фочи и Коньица до Невесинья и Вишеграда, они создали Герцеговинское воеводство и выбрали воеводой Перо Тунгуза, а премьер-министром стал Ненад Маркович, торговец из Белграда и участник революции 1848—1849 в Воеводине. Воеводство сохранялось до 1876 года, когда умер Перо Тунгуз.

### Смерть
Перо Тунгуз был убит в результате нападения на турецкую позицию в Баня-Луке в 1876. Перо Тунгуз был впереди своих войск и в битве погиб, а сербы Герцеговины сбежали в Невесине (столицу Воеводства). Воеводство было разгромлено, а оставшиеся в живых бежали в Черногорию и вступали в ряды черногорской армии.